# Kapillarelektrometer

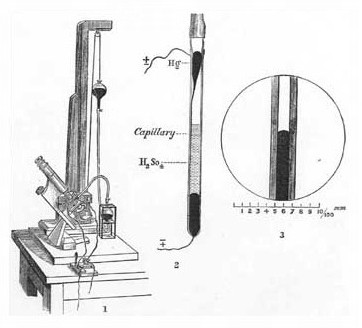
Das von Gabriel Lippmann gebaute Kapillarelektrometer von 1872

Ein Kapillarelektrometer ist ein historisches Gerät zur Messung von elektrischer Ladung beziehungsweise von elektrischer Spannung. Es ist eine besondere Bauform des Elektrometers, die die Ladungsabhängigkeit der Oberflächenspannung als Messprinzip ausnutzt. Der Messbereich des Geräts ist klein: Es ist nur für Spannungen mit einem Betrag zwischen 0 und 0,9 V geeignet. Es galt aber im 19. Jahrhundert als sehr empfindliches Messgerät, da Spannungen im Millivoltbereich oder kleiner gemessen werden konnten, und es wurde z. B. 1882 für das erste Elektrokardiogramm genutzt.

## Aufbau und Funktionsweise
Das Kapillarelektrometer besteht aus einer Quecksilbersäule in einem Kapillarröhrchen, die mit verdünnter Schwefelsäure bedeckt ist. Um eine Spannung (oder genauer gesagt die elektrische Potentialdifferenz zwischen zwei Punkten) zu messen, werden die beiden Punkte mit den beiden Elektroden des Kapillarelektrometers verbunden: Eine Elektrode hat Kontakt mit der Säure, die andere mit dem Quecksilber. Die Berührungsfläche zwischen Quecksilber und Schwefelsäure ist eine Grenzfläche, deren Oberflächenladung durch einen elektrischen Strom geändert wird. Das Gerät nutzt nun die Eigenschaft aus, dass sich bei einer Änderung der Oberflächenladung auch die Oberflächenspannung der Quecksilberkuppe ändert, und dass sich diese dann in einer engen Kapillare verschiebt(steigt oder fällt). Man beobachtet also eine Verschiebung des Meniskus, d. h. der Wölbung der Oberfläche der Quecksilbersäule. Es können damit kleine Spannungsänderungen schon ab 25 µV gemessen werden.
Gabriel Lippmann hatte verschiedene Kapillarelektrometer gebaut. Eines davon bestand aus einem 1 m hohen, 7 mm weiten, vertikalen Glasrohr, welches unten in ein 10 mm langes, nach oben umgebogenes Kapillarrohr ausgezogen war; letzteres tauchte in ein oben offenes Glasgefäß, welches verdünnte Schwefelsäure und darunter Quecksilber enthält.
Um das Ablesen des Messergebnisses zu verbessern wurde der Meniskus mit geeigneten optischen Methoden verfolgt. Lippmann benutzte ein Kathetometer oder ein Mikroskop mit 220facher Vergrößerung. Auch für ein 1896 gebautes Elektrometer wurde ein Mikroskop benutzt. Alternativ dazu wurde der vergrößerte Schatten des Meniskus auf Film projiziert und das Profil anschließend analysiert.

### Quantitative Beschreibung
Nach der Lippmann-Gleichung, auch Helmholtz-Lippmann-Gleichung genannt, gilt folgender Zusammenhang zwischen der Oberflächenspannung γ, dem Potential φ und der Oberflächenladungsdichte σ (σ = Q/A = Ladung/Fläche):
{\displaystyle {-\sigma ={\frac {d\gamma }{d\varphi }}}}
Eine kleine Änderung {\displaystyle {d\varphi }} des Potentials führt demnach zu einer kleinen Änderung der Oberflächenspannung {\displaystyle {d\gamma }}, deren Betrag gemäß {\displaystyle {d\gamma =-\sigma d\varphi }} umso größer ist, je größer die Oberflächenladungsdichte σ der Oberfläche ist.

## Geschichte

### Entwicklung des Kapillarelektrometers
Das Kapillarelektrometer wurde 1872 von Gabriel Lippmann in Heidelberg entwickelt. Lippmanns Interesse an der Oberflächenspannung von Quecksilber war durch den Physiologen Wilhelm Kühne geweckt worden, der ihm 1871 in Heidelberg das „schlagende Quecksilberherz“ vorgeführt hatte. 1875 promovierte Lippmann mit seiner im Labor von Gustav Robert Kirchhoff durchgeführten Arbeit über den Zusammenhänge zwischen Elektrizität und Kapillarkräften.

### Anwendung in der Kardiographie
1876 benutzte der französische Physiologe Étienne-Jules Marey den Apparat, um die elektrische Aktivität des Herzens aufzuzeichnen. Dies war ein wichtiger Meilenstein in der Geschichte der Elektrokardiographie. 1887 konnte der Physiologe Augustus Desiré Waller erstmals Herzströme mit Hilfe eines Kapillarelektrometers aufzeichnen.